# Manganit
Manganit – minerał z grupy tlenowodorotlenków. Należy do minerałów rzadkich, rozpowszechnionych tylko w niektórych rejonach Ziemi.
Nazwa pochodzi od składu chemicznego tego minerału.

## Charakterystyka

### Właściwości
Zazwyczaj tworzy kryształy o pokroju słupkowym, igiełkowym bardzo często wykazują pionowe zbrużdżenia. Ładnie wykształcone kryształy występują w druzach, gdzie tworzą szczotki krystaliczne. 
Występuje w skupieniach ziarnistych, pręcikowych, włóknistych, promienistych, czasami naciekowych. Tworzy też konkrecje. Występują zbliźniaczenia – kolankowe lub krzyżowe. Jest kruchy, przeświecający, tworzy pseudomorfozy po kalcycie.

### Występowanie
Minerał hydrotermalny niskich temperatur oraz niektórych płytkomorskich osadów. Współwystępuje z kalcytem, barytem, hematytem, piroluzytem, psylomelanem. 
Miejsca występowania:
- Na świecie: Niemcy, Wielka Brytania, Ukraina, Włochy, Szwecja, Włochy, Kanada, USA, Chiny, Indie.

- W Polsce: spotykany w żelaziakach brunatnych w okolicach Tarnowskich Gór oraz w rejonie złóż Zn-Pb. Także w skałach ilastych w okolicach Jawora (Dolny Śląsk) i w Tatrach.

### Zastosowanie
- ważna ruda manganu (62,47% Mn),
- wysoko ceniony kamień kolekcjonerski[potrzebny przypis].